# ルパート (ファッションブランド)
ルパート (RUPERT) とは株式会社ピー・エックス社が展開する日本のメンズファッションブランドである。
ミリタリー、ロックを基調とした細身のデザインが特徴。